# Jaime Wright
Jaime Nelson Wright (Curitiba, 12 de julho de 1927 – Vitória, 29 de maio de 1999) foi um pastor presbiteriano e defensor dos direitos humanos no Brasil.

## Um nome para a liberdade
Filho de missionários presbiterianos estadunidenses, Jaime Wright formou-se pela Universidade do Arkansas e pós-graduou-se na Universidade da Pensilvânia. Exerceu o ministério no interior da Bahia, destacando-se em Caetité, no final da década de 1960 e começo da seguinte. Ali marcou pelas denúncias contra desvios em órgãos do governo estadual, o que lhe valeu as primeiras perseguições por parte de um regime que não tolerava a exposição de suas mazelas. Na loja maçônica de Caetité, em 1968 fez a instituição aprovar uma declaração que condenava a transgressão aos direitos humanos.
Em 1973 seu irmão, Paulo Wright, deputado estadual cassado por Santa Catarina e militante de esquerda, desaparece nos porões da ditadura. Jaime parte, então, para uma luta que o fez reunir uma farta documentação sobre a tortura e assassinatos praticados pelo Estado. De forma secreta, une-se ao cardeal arcebispo de São Paulo Dom Paulo Evaristo Arns e ao Rabino Henry Sobel, que resultou em 1985 na publicação do livro Brasil: Nunca Mais – um marco na história dos direitos humanos no país, em que a tortura e os torturadores são expostos com base no farto material por ele reunido.
(Nesta ocasião, por volta de 1974, Jaime Wright foi dos primeiros pastores a rebelar-se contra a postura do reverendo Boanerges Ribeiro que, de forma impositiva, emprestou apoio das entidades presbiterianas ao regime militar tendo participado da fundação da Federação Nacional de Igrejas Presbiterianas (FENIP), a atual Igreja Presbiteriana Unida do Brasil).
Foram consultados mais de 700 processos, listados mais de 1.800 casos de tortura, e constatados o desaparecimento de 125 pessoas durante o período sombrio de 1964 a 1979. Engendrou o encontro de Dom Paulo com Jimmy Carter, onde foi entregue uma lista de desaparecidos políticos do regime ditatorial.
Seu nome figura dentre os brasileiros que mais contribuíram para que o país repudiasse a tortura, em nome da cidadania e dos direitos fundamentais do homem.
Escreveu o filme O Punhal em 1959, produzido em Itacira, município de Wagner (Bahia), pelo reverendo Ricardo William Waddel.

## Herói da Pátria
No dia 10 de maio de 2023, o presidente Luiz Inácio Lula da Silva sancionou a Lei n° 14.573 que "inscreve o nome de Jaime Nelson Wright no Livro dos Heróis e Heroínas da Pátria", por conta de sua luta na defesa dos direitos humanos, sendo o primeiro pastor a fazer parte do livro que se encontra no Panteão da Liberdade e da Democracia, na Praça dos Três Poderes, em Brasília.